# Manton (Rutland)
Manton – wieś w Anglii, w hrabstwie Rutland. Leży 5 km na południowy wschód od miasta Oakham i 131 km na północ od Londynu. W 2001 miejscowość liczyła 364 mieszkańców.